# Jean Levaillant
Pour les articles homonymes, voir Levaillant.

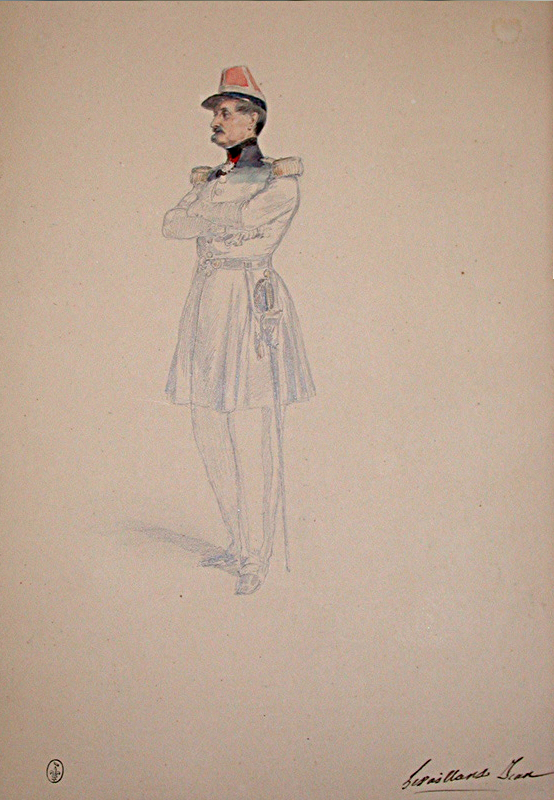
Auguste Raffet, Portrait de Jean Levaillant, aquarelle de l'album du Siège de Rome de 1849, Chantilly, musée Condé.

Jean Levaillant, né le 5 octobre 1790 à Cambrai (Nord) et mort le 13 janvier 1876 à Sézanne, est un général de brigade français.

## Biographie
Jean Levaillant est le fils du voyageur et savant naturaliste François Levaillant, et le frère du général Charles Levaillant et du commandant Jean-Jacques Rousseau Levaillant. Il est aussi le cousin germain de Caroline Aupick, mère de Charles Baudelaire.
Le général Levaillant entra de bonne heure dans la carrière militaire ; dès le 10 février 1811 il fut sergent dans le bataillon d'instruction de la garde de Fontainebleau, ceci jusqu'au 18 juin 1812. le lendemain il était sergent-major au 58e de Ligne. Ce régiment ayant été incorporé à la Grande Armée, Jean Levaillant fit la campagne de 1813, en qualité de sous-lieutenant, grade qu'il avait obtenu le 7 février. Il se distingua en plusieurs occasions et fut nommé lieutenant le 9 juillet de cette même année; les événements qui suivirent arrêtèrent quelque temps la fortune du jeune officier. Fait prisonnier à Dresde, après la violation de la capitulation, il ne rentra en France que le 7 juin 1814, obtint le grade de lieutenant adjudant-major, à la Légion départementale de l'Indre, le 27 juin 1818 et dès le 2 août suivant, reçut les épaulettes de capitaine. Il fit, en cette qualité, les campagnes d'Espagne, de 1823 à 1828.
Le 7 décembre 1833, il fut nommé chef de bataillon au  18e de Ligne, et lieutenant-colonel au 1er Régiment le 15 mars 1838.
Envoyé à l'armée d'Afrique à cette époque, il y fit, avec distinction, les campagnes de 1838, 1839, 1840 et 1841, fut nommé colonel du  36e de Ligne le 10 mars 1841. Il revint se distinguer en Afrique de 1844 à 1848 et fut promu au grade de général de brigade le 12 juin 1848. En cette même année, il fit partie de l'expédition de Rome et commanda une brigade de ce corps d'armée, à cette occasion le peintre Raffet fit son portrait ainsi que celui du pape Pie IX.
En 1852 (commandant la 1re brigade de la division d'occupation de Rome) il présida une commission d'officiers italiens qui rédigèrent le règlement du service interne de l'infanterie pontificale publié sous le titre Regolamento sul servizio interno per le truppe pontificie di fanteria, Rome, 1854.

Il meurt en 1876 et est inhumé dans le cimetière de La Noue dans la Marne. La tombe de son père, dans le même enclos, est jumelle de la sienne. On y lit l'inscription suivante : 

« Ici repose le corps de : Jean LEVAILLANT de son vivant Général de Brigade, Commandeur de la légion d'Honneur, Grande Croix de Saint-Grégoire le grand et autres ordres.
Né à CAMBRAI le 5 8Bre (octobre) 1790, décédé à SEZANNE le 15 janvier 1876.
Il servit activement sa patrie en Allemagne, en Hongrie, en Espagne, en Afrique et en Italie pendant près d'un demi-siècle. »

## Décorations
Le général Levaillant a reçu les décorations suivantes :
- : chevalier de Saint-Louis le 18 novembre 1823
- : chevalier de l'Ordre de Saint Ferdinand, Espagne (2e classe) en 1825
- : commandeur de la Légion d'honneur le 21 août 1846.
- : commandeur (1849) puis grande croix (1859) de l'Ordre de Saint-Grégoire-le-Grand, Vatican[3]
- : Chevalier de l'Ordre de Saint-Stanislas le 21 mai/2 juin 1852[4].
- : Ordre du Medjidie, Empire ottoman
- Médaille de Sainte-Hélène[5]

## Sources
« Jean Levaillant », dans Charles Mullié, Biographie des célébrités militaires des armées de terre et de mer de 1789 à 1850, 1852 [détail de l’édition]